# Plassac (Gironde)

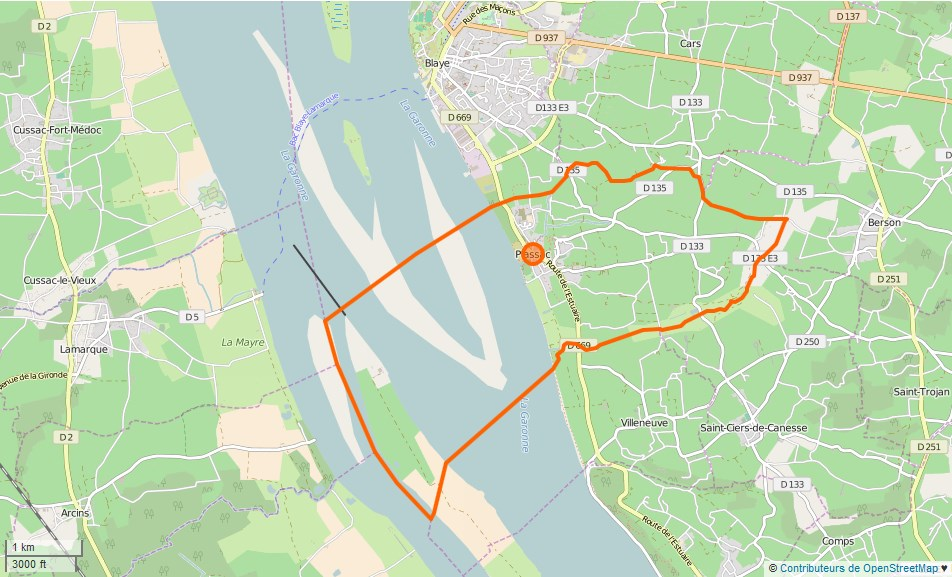
Grenzen der Gemeinde Plassac (Gironde)

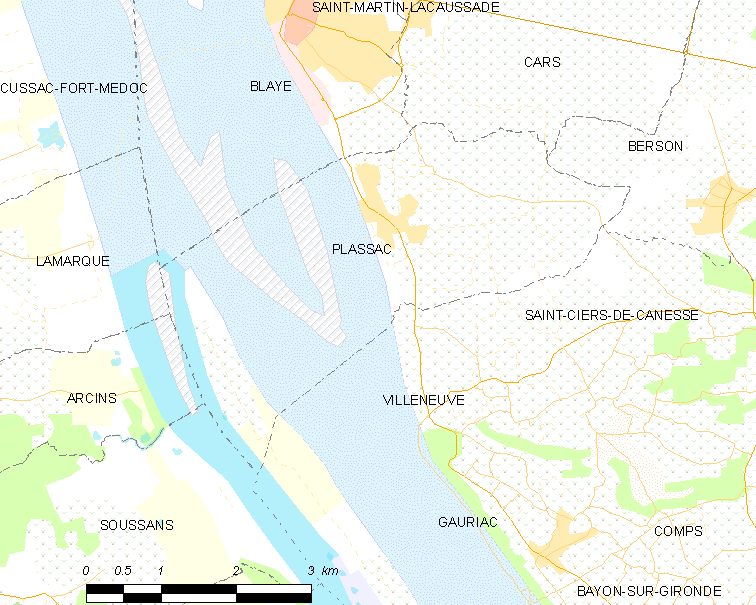
Umgebungskarte von Plassac (Gironde)

Plassac ist eine französische Gemeinde mit 942 Einwohnern (Stand 1. Januar 2022) im Département Gironde in der Region Nouvelle-Aquitaine. Das Dorf gehört zum Arrondissement und zum Kanton L’Estuaire. In Plassac ist eine frühe römische Siedlung zu finden. Die Grundrisse der Gebäude wurden im Dorfzentrum freigelegt.

## Bevölkerungsentwicklung
| Jahr                       | 1962 | 1968 | 1975 | 1982 | 1990 | 1999 | 2009 | 2017 |
| Einwohner                  | 892  | 853  | 901  | 956  | 964  | 913  | 885  | 885  |
| Quellen: Cassini und INSEE |      |      |      |      |      |      |      |      |

## Weinbau
Der Legende nach solle dort der erste Weinberg der berühmten Weinregion Bordeaux gepflanzt worden sein.

## Sehenswürdigkeiten
- Kirche Saint-Pierre

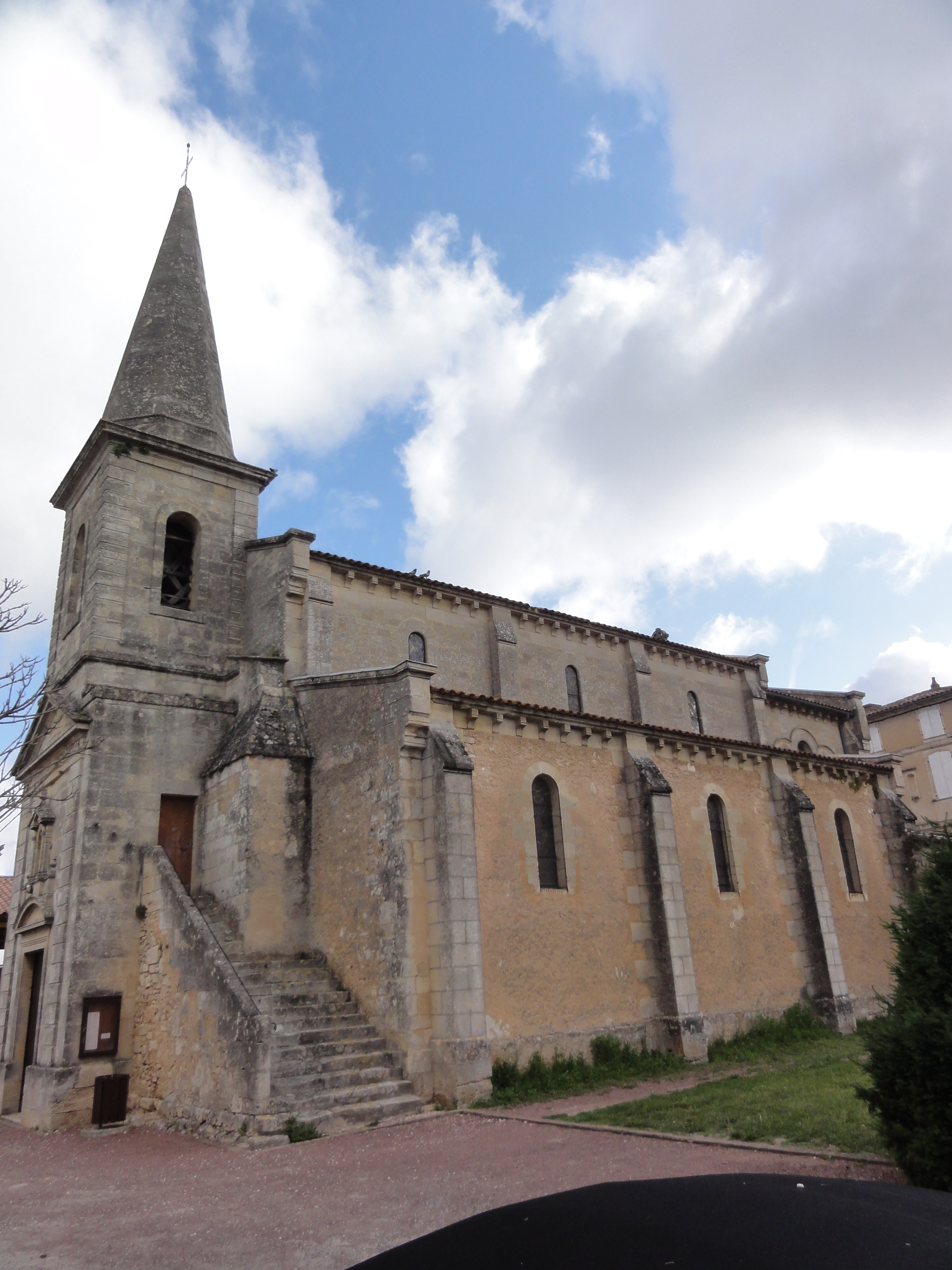
Kirche Saint-Pierre

Siehe auch: Liste der Monuments historiques in Plassac (Gironde)